# Hyposada effectaria
Hyposada effectaria là một loài bướm đêm trong họ Erebidae.